# NGC 2098
NGC 2098 (również ESO 57-SC28) – gromada otwarta, znajdująca się w gwiazdozbiorze Złotej Ryby. Należy do Wielkiego Obłoku Magellana. Odkrył ją James Dunlop w 1826 roku, niezależnie odkrył ją John Herschel 31 stycznia 1835 roku.